# ジョーズカンパニー
ジョーズカンパニーは、舞台制作を目的に法人として1995年に設立された。俳優・演出家の桝川譲治が主宰するミュージカルカンパニーである。1995年に旗揚げ公演として、プロのダンサーのみで繰りひろげるダンスミュージカル『コール・ミー・ダンサー』を発表した。この路線が評価され、4年間に及びシリーズとして上演された。
1999年に、シアターサンモールの劇場10周年記念公演として、初めて子供達を軸とした作品『ココ・スマイル』を上演した。話題を呼び、その年の年末に再度上演された。
その後シリーズ化し、シアターサンモール、新国立劇場、博品館劇場、全労済ホールスペース・ゼロなどで上演された。『ココ・スマイル2』では、新潟公演も成功させている。また多くの人気芸能人を輩出する作品として、メディアにも多く取り上げられている。
代表作は、『ココ・スマイル』シリーズである。その後、『フレンズ』を発表した。子供が主役のファミリーミュージカル作品を多く制作している。

## 公演作品

### コール・ミー・ダンサー
1995年2月の第1作目から、1998年2月の第4作目まで公演された、プロのダンサーによるダンスミュージカルである。

### ココ・スマイル
1999年2月に第1作目がシアターサンモール10周年記念公演として初演。現在までにミュージカル「ココ・スマイル」をシリーズとして７作品を上演。歴代キャストにてファミリーコンサートが2度上演されている。各作品の再演も行われている。
出演キャストは、3-4人の大人キャストと、小学4年生から高校生ぐらいまでの子供たちである。ジュニアキャストは毎回オーディションで決められるので、各作品とも再演のたびにキャストが異なる。全作品、桝川譲治が演出し、出演もしている。
これまで出演した中で、後に乃木坂46のメンバーになる生田絵梨花、AKB48の村山彩希、NHK Eテレバラエティ番組『天才てれびくん』てれび戦士の大木梓彩（出演期間2006年度）、黒川桃花（出演期間2016年度 - 2017年度）、Juice=Juiceの高木紗友希、タレントのベッキー、声優の齋藤彩夏、歌手の清浦夏実、女優の須藤温子、米澤史織、田村芽実（元アンジュルム）、俳優の山崎育三郎などが出演している。

#### 作品リスト
- 『ココ・スマイル』（1999年2月・12月、2010年8月）
- 『ココ・スマイル2 〜約束の金メダル〜』（2000年8月、2001年4月・11月）
- 『ココ・スマイル3 〜虹色のメロディー〜』（2002年8月、2004年8月）
- 『ココ・スマイル4 〜金星のステージ〜』（2005年8月、2008年8月）
- 『ココ・スマイル5 〜明日へのロックンロール〜』（2007年8月）
- 『ココ・スマイル6 〜夏色のキャンバス〜』（2009年8月）
- 『ココ・スマイル7 〜夏色のマイソング〜』（2014年8月、2016年8月）
- 『ココ・スマイル ファミリーコンサート』（2003年1月、2006年1月）

### フレンズ
2003年12月に初演。スタッフは『ココ・スマイル』シリーズとほぼ同じ。『ココ・スマイル』シリーズとはテーマが異なり、心の葛藤を描いた作品。
- 『フレンズ 〜ガラクタ怪獣のなみだ〜』（2003年12月～2004年1月、2006年8月）

### ラブリーズ
2008年1月に初演。『ココ・スマイル』や『フレンズ』とは異なり、小劇場での中高生を中心としたストレートプレイ。ふとしたきっかけで結成された「なんでも応援団・ラブリーズ」のメンバー4人を軸にしたストーリーである。
- 『ラブリーズ～君に捧げるハーモニー～』（2008年1月、2008年12月～2009年1月、2009年12月～2010年1月、2010年12月～2011年1月））
- 『ラブリーズ～ありがとうの詩～』（2009年12月～2010年1、）
- 『ラブリーズ～ひなごころ～』（2010年12月～2011年1月、2011年12月～2012年1月）
- 『ラブリーズ～君の迷い道～』（2011年12月～2012年1月、2018年4月～5月）
- 『ラブリーズ～きっと、君のせいじゃない～』（2015年12月～2016年1月、2018年4月～5月）

### フラッパーズ
、2011年8月に初演。『ラブリーズ』同様、中高生を中心に、中高一貫校の陸上部での補欠たちの物語。
- 『フラッパーズ～私たちにできること～』（2011年8月、2012年12月～2013年1月、2014年12月～2015年1月）、2019年8月

### シュガー
2012年8月に初演。『ココ・スマイル』『フレンズ』の流れをくんだミュージカル。小学生から大学生を中心に、夏の公共プールでの出来事。夏の思い出を重ね成長していく姿を描く、甘くきらめく物語。
- 『シュガー～空色のプールサイド～』（2012年8月、2014年2月）
- 『シュガー２～いくつものツバサ～』（2013年8月）

### マイソング
2015年8月に初演。『シュガー』のあとを受け、歌を前面に出し友情をテーマとしたミュージカル。
- 『マイソング～誰かのために輝いて～』(2015年8月）

## 出身者・出演者
- 浅野琴、秋奈、荒居直子、飯田美心、今泉舞、生田絵梨花、大木梓彩、内田夏音、伊丹彩華、岡村ほまれ
- 加藤梨里香、清浦夏実、熊谷知花、倉沢桃子、黒川桃花
- 齋藤彩夏、斉藤千晃、佐藤すみれ、澤井杏奈、塩川菜摘、須藤温子
- 高木紗友希、高瀬友規奈、高松いく、田代りさ、田中夕衣、田村花恋、田村芽実、土屋美晴、冨岡真理央、冨田麻帆、一岡杏奈(元ONECHANCE)
- 名塚佳織
- 長谷川桃、花房里枝、ベッキー、本田有花、橋本彩花
- 前田織里奈、三井麻由、宮本佳那子、盛内愛子、村山彩希
- 山崎育三郎、山本愛星、吉田紗也加、米澤史織、山川愛未
- 若奈まりえ